# ماجراهای آنتون
«ماجراهای آنتون» (انگلیسی: The Adventures of Anton) یک فیلم صامت لهستانی است که در سال ۱۹۱۳ منتشر شد.